# Nils Jakob Hoff
Nils Jakob Hoff (ur. 5 lutego 1985 w Bergen) – norweski wioślarz, mistrz świata.

## Osiągnięcia
| Rok  | Impreza                     | Miejsce    | Konkurencja         | Lokata      |
| ---- | --------------------------- | ---------- | ------------------- | ----------- |
| 2002 | Mistrzostwa świata juniorów | Troki      | dwójka podwójna     | 10. miejsce |
| 2003 | Mistrzostwa świata juniorów | Ateny      | dwójka bez sternika | 15. miejsce |
| 2006 | Mistrzostwa świata U-23     | Hazewinkel | jedynka             | 6. miejsce  |
| 2007 | Mistrzostwa świata          | Monachium  | dwójka podwójna     | 20. miejsce |
| 2009 | Mistrzostwa świata          | Poznań     | dwójka podwójna     | 13. miejsce |
| 2010 | Mistrzostwa świata          | Hamilton   | dwójka podwójna     | 4. miejsce  |
| 2011 | Mistrzostwa świata          | Bled       | dwójka podwójna     | 8. miejsce  |
| 2012 | Igrzyska olimpijskie        | Londyn     | dwójka podwójna     | 7. miejsce  |
| 2012 | Mistrzostwa Europy          | Varese     | dwójka podwójna     | 3. miejsce  |
| 2013 | Mistrzostwa Europy          | Sewilla    | dwójka podwójna     | 3. miejsce  |
| 2013 | Mistrzostwa świata          | Chungju    | dwójka podwójna     | 1. miejsce  |